# Mito pelasgo de la creación
El mito pelasgo de la creación es un hipotético mito prehelénico elaborado por Robert Graves y narrado especialmente en una de sus obras, Los mitos griegos. El mito en cuestión narra cómo el cosmos (y todo lo que existe dentro de él) se originó a partir de una diosa madre de nombre parlante, Eurínome («amplio vagabundeo»), cuyo culto supuestamente se desarrolló en la antigua Grecia en un sistema matriarcal prehelénico. El propio autor alega que sólo unos fragmentos poco esclarecidos de este mito prehelénico sobreviven en la literatura griega de los cuales el más extenso son las Argonáuticas de Apolonio de Rodas y que está implícito en los misterios órficos. Graves tomó también como fuentes el fragmento de Beroso, las cosmogonías proporcionadas por Filón de Biblos y Damascio, y también añadió elementos cananeos del relato de la creación hebrea para componer su poético «mito pelasgo». El mito ha sido considerado como demasiado idiosincrático por la falta de evidencias y ha recibido numerosas críticas por sus contemporáneos, que prefieren considerarlo como una sofisticada versión poética más que mitológica. No obstante Graves proporciona diversas fuentes por lo que su teoría es digna de estudio.

## El mito
En el principio Eurínome, la diosa de todas las cosas, surgió desnuda del Caos, pero no encontró nada sólido en qué apoyar los pies y, en consecuencia, separó el mar del firmamento y danzó solitaria sobre sus olas. Danzó hacia el sur y el viento puesto en movimiento tras ella pareció algo nuevo y aparte con que poder empezar una obra de creación. Se dio la vuelta y se apoderó de ese viento norte, lo frotó entre sus manos y he aquí que surgió la gran serpiente Ofión. Eurínome bailó para calentarse, cada vez más agitadamente, hasta que Ofión se sintió lujurioso, se enroscó alrededor de los miembros divinos y se ayuntó con la diosa. Ahora bien, el viento del norte, llamado también Bóreas, fertiliza; por ello las yeguas vuelven con frecuencia sus cuartos traseros al viento y paren potros sin ayuda de un semental. Así fue como Eurínome quedó encinta.
Luego Eurínome asumió la forma de una paloma aclocada en las olas, y a su debido tiempo puso el huevo universal. A petición suya Ofión se enroscó siete veces alrededor de ese huevo, hasta que se empolló y dividió en dos. De él salieron todas las cosas que existen, sus hijos: el sol, la luna, los planetas, las estrellas, la tierra con sus montañas y ríos, sus árboles, hierbas y criaturas vivientes. Eurínome y Ofión establecieron su residencia en el monte Olimpo, donde él irritó a la diosa pretendiendo ser el autor del universo. Inmediatamente ella le golpeó en la cabeza con el talón le arrancó los dientes de un puntapié y lo desterró a las oscuras cavernas situadas bajo la tierra.
A continuación la diosa creó las siete potencias planetarias y puso una titánide y un titán en cada una: Tía e Hiperión para el Sol; Febe y Atlante para la Luna; Dione y Crío para Marte; Metis y Ceo para Mercurio; Temis y Eurimedonte para Júpiter; Tetis y Océano para Venus, y finalmente Rea y Crono para Saturno. En mito finaliza diciendo que el primer hombre fue Pelasgo, progenitor de los pelasgos; surgió del suelo de Arcadia, seguido de algunos otros, a los que enseñó a construir chozas, alimentarse de bellotas y coser túnicas de piel de cerdo como las que la gente pobre lleva todavía en Eubea y Fócida.

## Contexto religioso
En este sistema religioso arcaico no existían sacerdotes ni dioses, sino una diosa universal y sus sacerdotisas, siendo la mujer el sexo dominante, mientras que el hombre jugaba un rol de víctima asustadiza. No se honraba la paternidad y la fecundación era atribuida al Viento Norte, llamado también Bóreas, al cual Eurínome lo transforma en la serpiente Ofión. El embarazo también podía ser atribuido a la ingesta de ciertas habichuelas o a la deglución accidental de ciertos insectos. Las serpientes se consideraban encarnaciones de los muertos. El nombre de la diosa madre Eurínome significa «amplio vagabundeo» y es el equivalente al nombre de la deidad sumeria Iahu («paloma eminente») y la egipcia Iah, que luego pasaría a Jehová como creador. Fue en forma de paloma como Marduk la dividió simbólicamente en dos en el festival de la primavera babilónico, cuando inauguró el nuevo orden mundial. Ofión o Bóreas es el demiurgo del mito egipcio y hebreo. En el arte mediterráneo primitivo se muestra constantemente a la diosa en su compañía.
Los titanes y las titánides («señores») tenían sus equivalentes en la astrología babilonia y palestina primitiva, en la que eran deidades que regían los siete días de la semana planetaria sagrada; y pueden haber sido introducidas por los cananeos o hititas, colonia que se estableció en el istmo de Corinto a comienzos del segundo milenio a. C., o también por los helenos primitivos. Pero cuando el culto de los titanes fue abolido en Grecia y la semana de siete días dejó de figurar en el calendario oficial, su número fue citado como doce por algunos autores, probablemente para hacer que correspondieran con los signos del zodíaco. A las potencias planetarias nunca se les permitió influir en el culto olímpico oficial, pues se las consideraba no griegas, y por lo tanto antipatrióticas. Graves asocia a las potencias planetarias así:
| Astro    | Titánide | Titán       | Correspondencia | Deidad griega    | Deidad babilonia |
| -------- | -------- | ----------- | --------------- | ---------------- | ---------------- |
| Luna     | Febe     | Atlas       | Encantamiento   | Selene           | Sin              |
| Mercurio | Metis    | Ceo         | Sabiduría       | Hermes (o Apolo) | Nabu             |
| Venus    | Tetis    | Océano      | Amor            | Afrodita         | Beltis           |
| Sol      | Tea      | Hiperión    | Iluminación     | Helio            | Samas            |
| Marte    | Dione    | Crío        | Crecimiento     | Ares             | Nergal           |
| Júpiter  | Temis    | Eurimedonte | Ley             | Zeus             | Bel              |
| Saturno  | Rea      | Crono       | Paz             | Crono            | Ninib            |